# FC Cincinnati
Football Club Cincinnati (kendt som FC Cincinnati) er en fodboldklub fra Cincinnati, Ohio, som spiller i Major League Soccer.
Klubben blev grundlagt som MLS-Klub 29. maj 2018. Oprindeligt blev klubben grundlagt som USL Championship-klub i 2015, og spillede i USL Championship frem til 2018.